# 岩崎城の戦い
岩崎城の戦い（いわさきじょうのたたかい）とは、1584年（天正12年）4月9日、丹羽氏重と池田恒興の間で、現在の愛知県日進市において行われた戦いである。
小牧・長久手の戦いの一部を構成する。

## 岩崎城

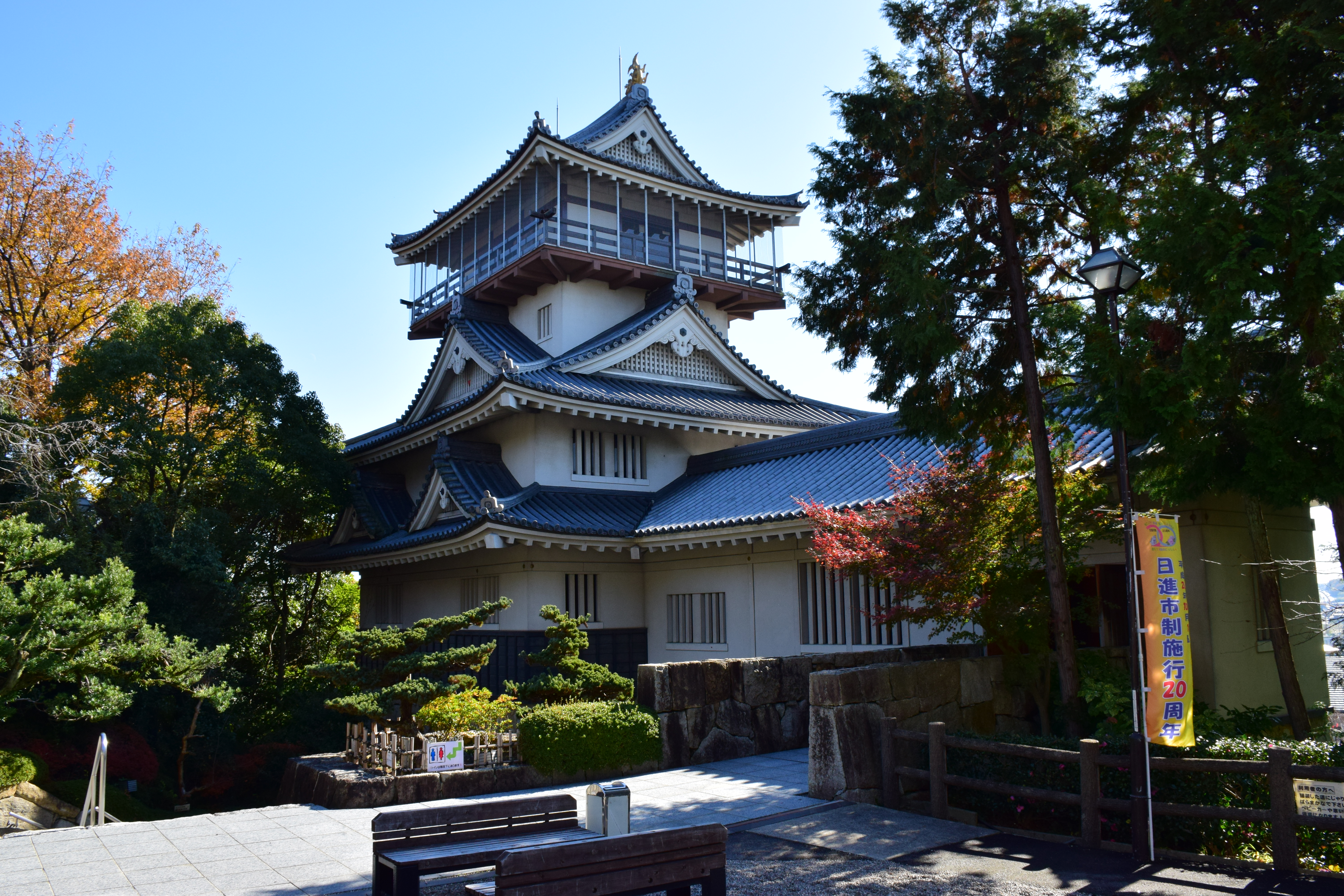
現在の岩崎城（模擬天守）

岩崎城は、1538年（天文7年）、丹羽氏清によって現在の愛知県日進市岩崎町に築城された平山城。この戦いが勃発時、城主である丹羽氏次（丹羽氏清の4代後）は徳川家康に従い小牧に出陣しており、城は氏次の弟である丹羽氏重（当時16歳）が守っていた。

## 概要
岩作の香流川を渡った三河奇襲部隊は、第1隊池田恒興・之助父子7千と、第3隊戦付目堀秀政5千であった。これらの隊は、生牛ヶ原と金荻原を進んでいた。第2隊森長可3千のうち別動隊は、一色城と長鍬城を焼き討ちした。
この火の手を見た岩崎城の留守番を預かる丹羽氏重と、長鍬城の城主加藤景常は偵察を出し、松明を持たず行軍する敵軍の部隊を確認して城兵を招集し、戦闘のため女や子供を北西の空濠から妙仙寺へ逃すとともに、午前4時に先制攻撃を仕掛けた。これに対し池田軍も反撃し、岩崎城守備隊は引き上げた。この攻撃を受けて岩崎城攻囲作戦指示が出され、午前5時伊木忠次が大手門に向け2千の兵卒で当たり、片桐俊忠が搦手門へ2千で攻撃することとなった。
これに対し、氏重は大手門より撃って出、攻城隊を3度撃退した。この反撃で、攻城隊の中には空濠に落ち負傷する者が出た。氏重は、城外の石橋付近で奮闘の最中に、岐阜根より南下して来た森長可隊の一部によって、竹の山より火縄銃で威嚇をされたため怯み、この隙に討ち取られた。
池田隊に城兵も集中していたが、手薄な北西部の破所より森長可隊が乱入したため、一部の城兵は百々柴に身を隠して脱出したものの、混乱に陥り午前7時落城した。
氏重の弟等、伝七郎や四郎右衛門も討ち死にした。
家老職を引き継いだ丹羽茂信（父祖茂勝の子茂昌が父）の弟茂次は、岩崎城に敵襲来の急報の使者として小牧山砦に向かうが、すでに氏次・徳川軍は出陣した後で、引き返し長久手の細ヶ根の麓で氏次と出合った時は岩崎城落城後で、同胞は陰口を囁き3ヵ月後の海部郡の蟹江城合戦で、恥辱をそそぐため先頭に立ち戦死を遂げた。

## その後
池田隊は疲労が大きく、六坊山で朝食と休憩を兼ねて首実検を行い、配下の論功行賞を始めた。堀隊も兵糧を運び食事をさせるが、羽柴信吉隊の救援要請で引き返すこととなった。そのため軍役は午前8時に呼び戻しの下知を行い、すぐに動ける森隊は、前山迄引き返したのち岐阜根まで後退して布陣し、池田隊の到着を待つこととなった。
細ヶ根の麓で丹羽茂次から報告を受けた岩崎城主丹羽氏次は、家老鈴木光澄・重益父子以下20名を岩崎城の救援隊として派遣し、自らは細ヶ根に攻め登る。救援隊は、池田隊が六坊山の中腹に岩崎城の守備隊238の首級が置き去りに（城代氏重の首級だけ持ち長久手に引き返し）してある状況を確認し氏次隊と合流した。
城代の首級は、仏ヶ根付近の池田隊の兵が持っているのを見かけた春田将吉が、追撃し奪い返し徳川家康に届け褒められた。